# Declana leptomera
Declana leptomera là một loài bướm đêm trong họ Geometridae.